# 2273 Yarilo
2273 Yarilo este un asteroid din centura principală, descoperit pe 6 martie 1975 de Liudmila Cernîh.